# Paul McGonagle
Paul McGonagle, detto Paulie (Quincy, 21 gennaio 1939 – Boston, novembre 1974), è stato un mafioso statunitense.
Fu uno dei malfattori più conosciuti di Boston, Massachusetts, nonché era anche leader della Mullen Gang, una banda criminale che ha compiuto diversi furti con scasso e rapine a mano armata. Durante la guerra tra bande contro la Killen Gang di Donald Killeen, McGonagle e Patrick Nee condussero con successo la loro banda contro l'organizzazione rivale, che finalmente si sciolse con l'assassinio di Killeen, nel 1972, da parte di un altro criminale rivale, capo della Winter Hill Gang, James "Whitey" Bulger.
Dopo l'assassinio di Killeen, la Mullen Gang, di McGonagle e Nee, decise di assumere alcuni superstiti della Killen Gang, operando successivamente nella Boston meridionale per sconfiggere la Winter Hill Gang di Bulger. Bulger, però, riuscì a resistere e dopo questa vittoria riuscì a controllare tutta l'area meridionale di Boston. È stato inoltre rivelato che Bulger sia il responsabile della morte di McGonagle, data poi la sua scomparsa nel novembre 1974.
Secondo Nee, invece, McGonagle fu ucciso proprio per mano di Bulger, il quale gli sparò alla testa e poi lo seppellì in una tomba poco profonda presso la spiaggia di Tenean, sempre a Boston.